# 동일본 여객철도 E259계 전동차
동일본 여객철도 E259계 전동차(일본어: JR東日本E259系電車)는 동일본 여객철도(JR 동일본)의 직류 특급형 전동차이다. 2009년 10월 1일에 특급 '나리타 익스프레스'로 영업 운행을 개시했다.
2010년, 철도 친우회 블루 리본상을 수상한 차량이다.

## 개요

### 개발 경위
JR 동일본에서는 도쿄에서 약 70 - 80km 떨어져 있는 나리타 국제공항(이하 '나리타 공항'이라고 표기)까지 연결하는 특급 열차로서, 1991년 3월 19일, '나리타 익스프레스'의 운행을 개시하여 전용 차량으로 253계를 개발·운용하고 있었다. '나리타 익스프레스'의 이용자 수는 순조롭게 증가하면서 253계는 2002년 사이 5차에 걸쳐 증비되었다.
한편, 나리타 공항에서는 2005년 평행 활주로(B활주로)의 연장을 통해 대형 여객기의 이착륙 횟수 증가를 도모할 방침을 굳혀, 2010년도 완성 예정으로 평행 활주로 연장 공사에 착수했다(예정보다 빠른 2009년 10월 22일부터 공용 개시). 활주로 연장이 완공되자, 연간 발착 횟수가 20만 회에서 22만 회로 증가하면서 나리타 공항의 이용자 수는 한층 더 증가할 것으로 예측되었다. 이것에 맞춰 2010년 게이세이 전철이 나리타 스카이 엑세스선을 개업하였으며, 동시에 게이세이의 공항 연락 열차 '스카이 라이너'에도 신형 차량으로 신AE형이 도입되었다.
때마침 253계는 나리타 익스프레스(N’EX) 초기 차량이 등장한 지 20년 가까이 경과하여 갱신을 실시하는 시기가 되었으며, 이런 상황에서 JR 동일본도 신형 특급 차량을 도입하여 '나리타 익스프레스'에 사용되고 있는 253계를 모두 교체하기 위해 개발한 차량이다.

### 브랜드 이미지의 계승
253계에서는 외장으로 백(폴라 화이트 – 극지방의 백), 흑(코즈믹 블랙 – 우주의 공간), 적(호라이즌탈 카마인 – 지평선에 빛나는 태양), 회색(스트라토스피어 그레이 – 성층권의 하늘)의 4색을 사용하고 있었지만, 내장도 회색을 제외한 3색으로 편성하여, 내외장 모두 통일된 '나리타 익스프레스'의 브랜드 이미지 확립을 도모하였다.
본 계열의 개발에 즈음해서, 이 브랜드 이미지를 계승하면서도 한층 더 높은 품질의 고급스러운 디자인으로 업그레이드 시키는 것을 목표로 했다. 또한, 외국인 여행자들에게는 일본에서 처음으로 타는 특급 차량일 것이라는 생각을 바탕으로 일본의 문화가 느껴지는 고급스러움과, 쾌적한 이동 공간을 제공하는 것을 목표로 하였다.

## 편성·차종 구성
253계에서는 3개 차량이 1개의 편성 단위가 되고 있었지만, 그 후 이용자의 증가에 따라서 중간차를 증비하였고 대다수의 열차가 6량 편성으로 증결되었다. 이 때문에 본 계열에서는 당초의 6량 편성이 기본으로 되었으며, 도쿄 - 나리타 공항 간에서는 2개의 열차를 연결한 12량 편성으로 운행하는 것으로 결정하였다. 편성은 아래와 같고, 6호차(12호차)는 그린차(1등차), 그 이외의 차량은 보통차이다. 나리타 공항 방향의 선두차는 6호차(12호차)가 된다.
|           | ←나리타 공항도쿄→ | | | | | |
| 호차      | 6 (12) | 5 (11) | 4 (10) | 3 (9) | 2 (8) | 1 (7) |
| 형식      | 쿠로 E259형 0번대 (Tsc) | 모하 E259형 500번대 (M) | 모하 E258형 500번대 (M') | 모하 E259형 0번대 (M) | 모하 E258형 0번대 (M') | 쿠하 E258형 0번대 (Tc') |
| 중량      | 38.0t | 37.0t | 38.0t | 36.5t | 38.0t | 38.4t |
| 정원      | 28명 | 54명 | 56명 | 56명 | 56명 | 40명 |
| 차내 설비 | - 그린차 - 6(12)호차 - 화장실 - 1(7)호차 및 6(12)호차.후자는 휠체어 대응. - 다목적실 - 6(12)호차 - 휠체어 대응 좌석 - 5(11)호차 | - 그린차 - 6(12)호차 - 화장실 - 1(7)호차 및 6(12)호차.후자는 휠체어 대응. - 다목적실 - 6(12)호차 - 휠체어 대응 좌석 - 5(11)호차 | - 그린차 - 6(12)호차 - 화장실 - 1(7)호차 및 6(12)호차.후자는 휠체어 대응. - 다목적실 - 6(12)호차 - 휠체어 대응 좌석 - 5(11)호차 | - 그린차 - 6(12)호차 - 화장실 - 1(7)호차 및 6(12)호차.후자는 휠체어 대응. - 다목적실 - 6(12)호차 - 휠체어 대응 좌석 - 5(11)호차 | - 그린차 - 6(12)호차 - 화장실 - 1(7)호차 및 6(12)호차.후자는 휠체어 대응. - 다목적실 - 6(12)호차 - 휠체어 대응 좌석 - 5(11)호차 | - 그린차 - 6(12)호차 - 화장실 - 1(7)호차 및 6(12)호차.후자는 휠체어 대응. - 다목적실 - 6(12)호차 - 휠체어 대응 좌석 - 5(11)호차 |

## 차체
차량 디자인은 253계에 이어서 GK인더스트리얼이 담당하고 있다.

### 구조
기본 구조는 E653계의 제조 이래 JR 동일본의 특급 차량으로 실적이 있는 알루미늄 합금의 중공 압출형재를 사용한 더블스킨 구조로 하여 용접할 부분의 감소와 차체 강도의 향상을 도모했다. 또한, 형재에 커튼 레일과 같은 홈을 마련하여 기기나 내장품을 직접 탑재가 가능하도록 하여 설치 공정의 삭감을 도모했다. 바닥 구조는 E257계에 채용된 고무계열의 탄성 재료를 이용했지만, 출입대(덱)를 포함한 객실 전체에는 알루미늄 판을 삽입하여 그 위에 마루 깔개를 까는 구조로 차내의 정숙성을 한층 더 높이도록 하였다.
차체 폭(차체너비)은 E257계와 같은 2,946mm로 했으나 차체 높이는 뒤에서 서술하는 객실 내 차내 정보 표시기를 설치하기 위해서 통로 부분의 높이를 확보해야 하기 때문에 E257계보다 105mm 높게 했다. 또한, 플랫폼과의 단차를 축소하기 위해 바닥 면의 높이는 253계보다 50mm 낮은 1,140mm로 설정했다. 승객용 출입문은 보통차에서 2개, 그린차에서는 1개로 폭 935mm(유효 통로 폭 926mm)의 편측 미닫이문을 설치했다. 측면창은 연속창이며, 창의 높이는 253계의 600mm에서 745mm로 확대하였다.
선두차는 253계에서 형상을 변경하여 E351계와 같이, 연결했을 때의 관통문을 설치한 고운전대 구조로 했다. 연결 시에는 253계와 달리 영업 운행 시에도 선두부의 관통문을 사용할 수 있게 하기 위한, 자동으로 관통막을 접속하는 기구(자동 관통막 장치)나 운전석 미터 패널의 배치 등에 제약이 많았기 때문에 실물 크기 모형(실물 모형)을 완성한 후, 시야나 기기 배치 등이 최적이 되도록 검토했다. 그 때문에 다른 편성과의 연결 시에는 통로를 개입하여 편성간에 서로 이동하는 것이 가능하다. 또한, 디자인과 기기 수납의 제약으로 선두차의 차체 길이는 E257계와 비교하여 500mm 긴 21,000mm가 되었다. 전면 유리는 3차원 곡면으로 구성된 그린 유리를 사용하여 전방 시인성의 확보와 일사 투과율·자외선 투과율의 개선의, 두 가지 효과를 얻었다. 와이퍼는 주 와이퍼 2개에 더하여 고장에 대비한 보조 와이퍼를 1개 탑재했다. 3개 중에 중앙 와이퍼가 보조 와이퍼이다.
앞부분 표지등은 방전 헤드 램프(HID)와 실드 빔 병용 램프를 설치하였으며, 후부 표지등은 발광 다이오드(LED)로 설치했다. 또한 측면 종별·행선 표시기는 풀컬러 LED식이다.

### 도장 디자인
위에서 서술한 대로 컬러 스킨에 대해서는 대체로 253계를 계승하고 있으며 베이스 컬러는 흰색(폴라 화이트), 창 주위는 창 아래에서 지붕의 어깨 부분까지를 흑(코즈믹 블랙)으로 하고, 지붕 전체를 빨강(호라이즌 탈카마인)으로 했다. 다만 253계에서 창이 없는 부분에 사용되고 있던 회색(스트라토스피어 그레이)은 눈에 띄지 않도록 되어 있으며, 정면은 관통문을 흑색으로 한 이외의 부분에는 베이스 컬러의 흰색으로 했기 때문에 정면에서는 빨강이 눈에 띄는 253계와 비교하여 인상이 대폭 바뀌게 되었다.

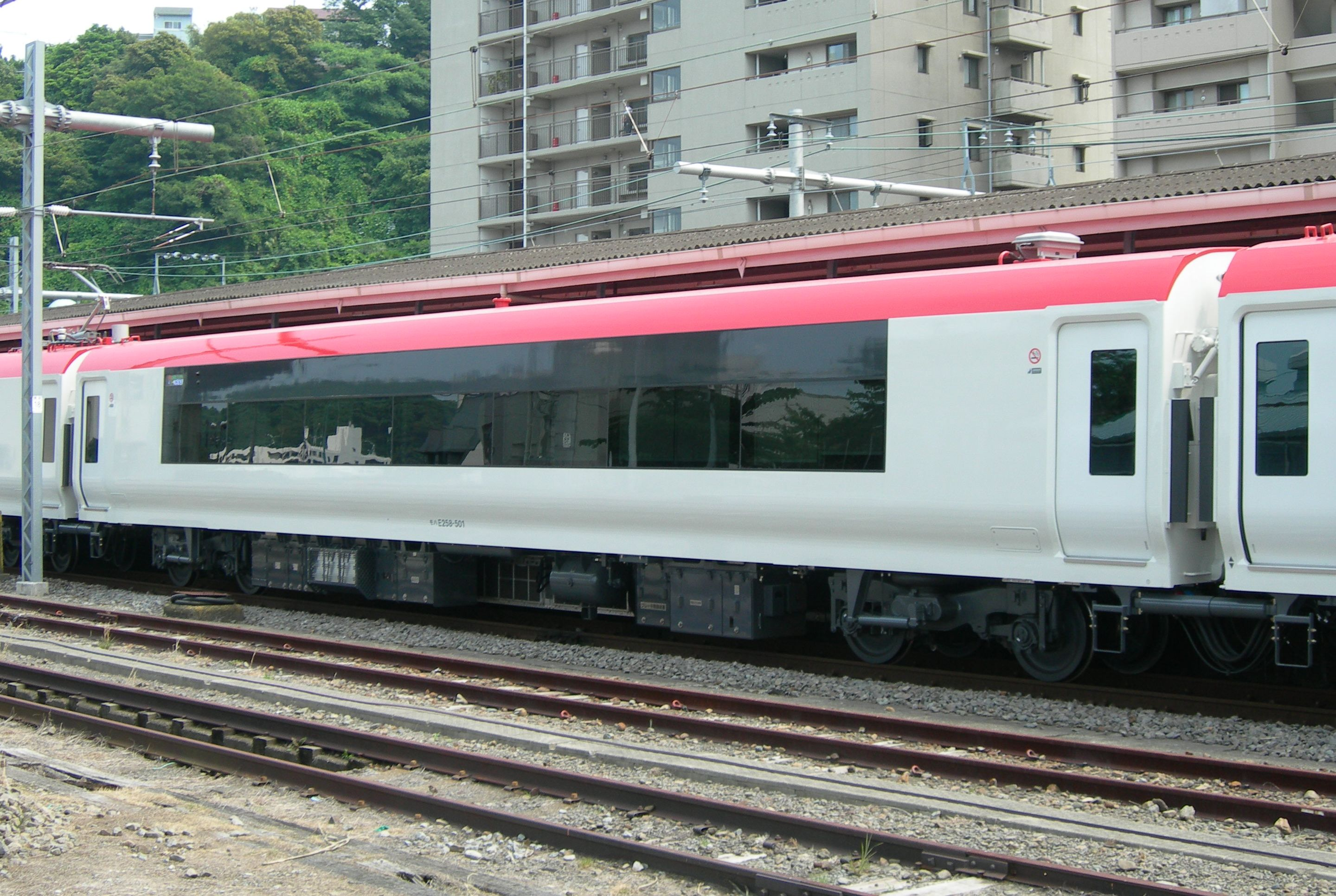
도장 디자인. 253계에서 계승하였다.
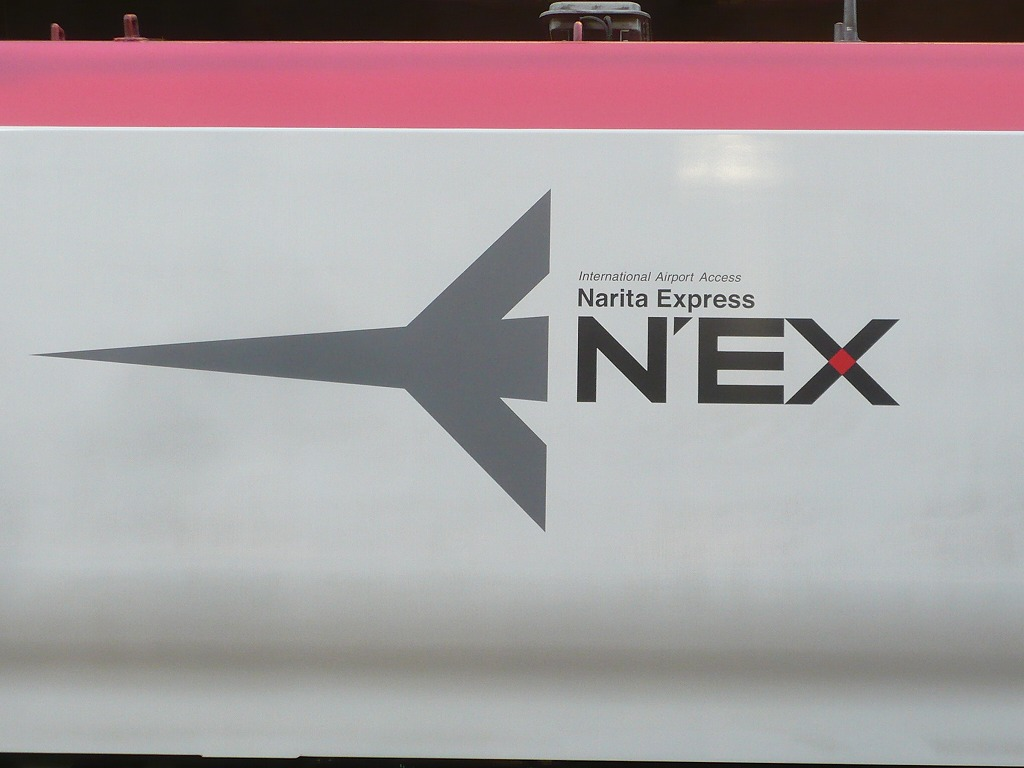
차체 측면의 N'EX로고 마크

### 내부

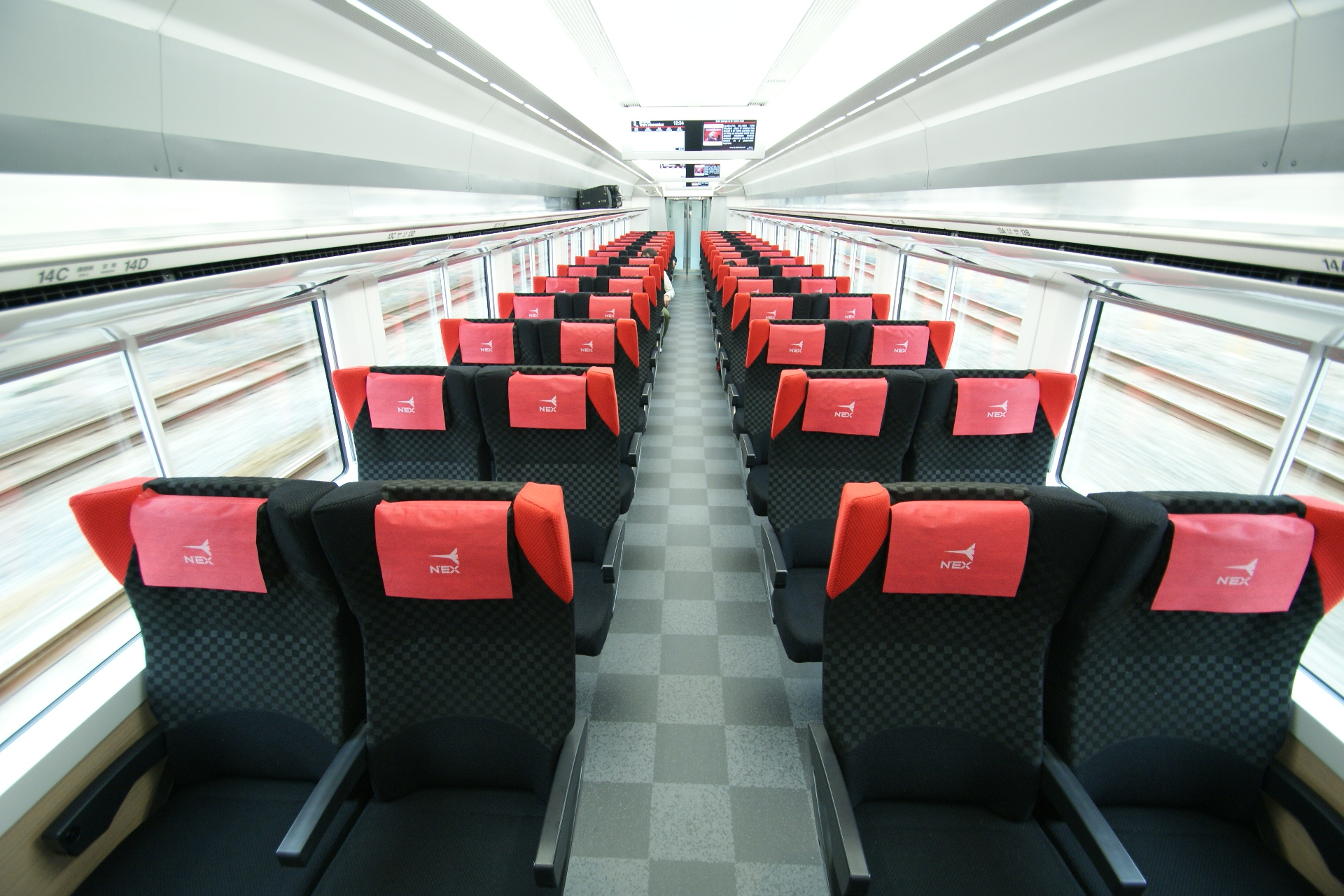
보통차 차내

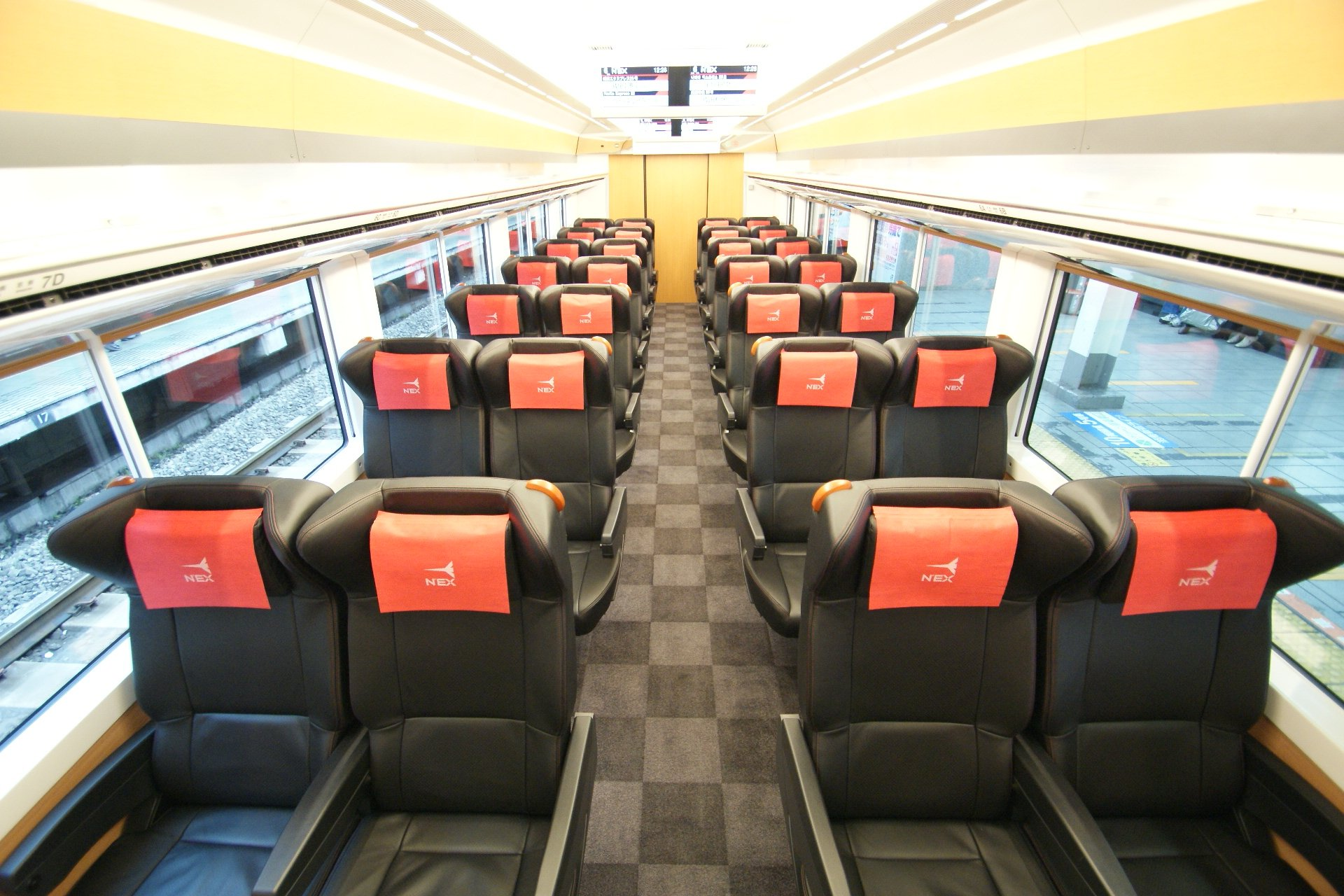
그린차 차내

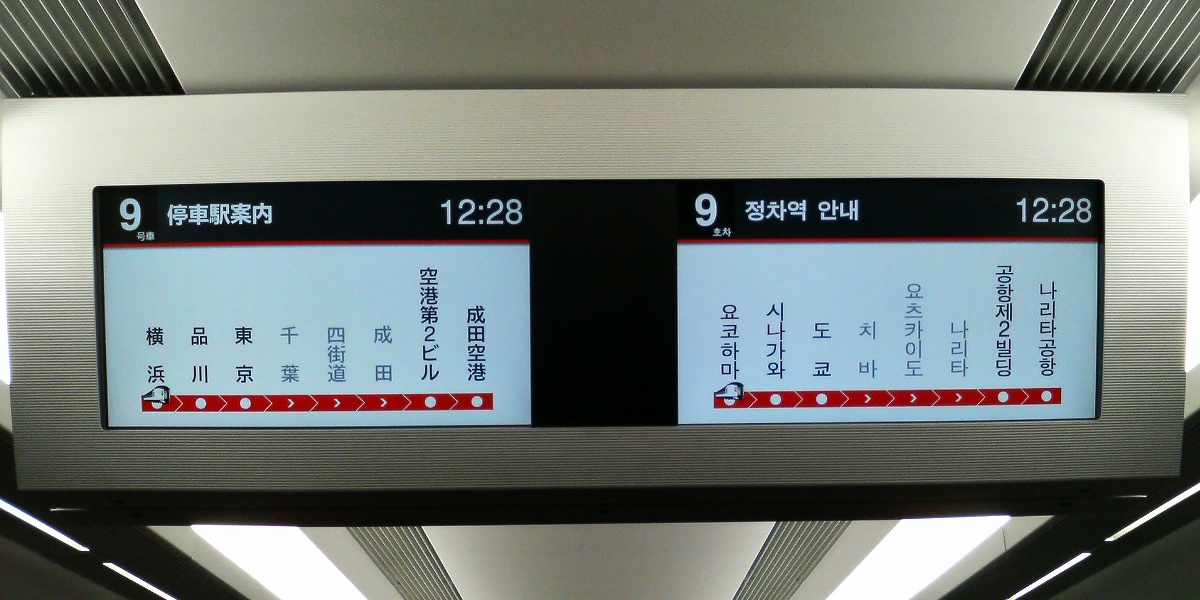
객실 차내 정보 표시기

#### 객실
객실은 보통차·그린차(1등차) 모두 개방형 객실뿐이며, 253계에 설치된 1등 개인실(컴파트먼트)은 설치되지 않았다.
객실내부는 천정 높이를 마루 면을 기준으로 2,305mm로 높이고 가능한 넉넉하게 했다. 공조·배기용의 덕트는 천정에 설치하지 않았다. 이 때문에, 뒤에서 서술하는 차내 정보 표시기를 설치한 장소에서도 마루 면에서 2,030mm의 높이를 확보할 수 있었다. 천정에는 루버를 객실내부 전체에 걸쳐 통하게 한 다음 스피커나 다운 라이트(발광 다이오드)를 매립하고 있다. 객실 조명은 형광등의 배치를 고려하여 연속 간접조명으로 했다.
수하물 선반은 깊이를 확보한 다음 높이를 E257계와 비교하여 40mm 낮춘 것으로 짐을 싣기 쉽게 배려했다. 253계와 달리 덮개는 설치되지 않았다. 수하물 선반의 끝부분과 밑 면에 공조용 송풍구를 설치했으며, 밑 면의 송풍구는 좌석의 바로 위에 배치하는 것과 동시에 풍량을 개별적으로 조정할 수 있도록 하였다. 창의 커튼은 253계와 같이 감아올리는 방식의 롤 커텐을 채용했다.
객실 내 마루 면은 일본의 전통 문양인 체크무늬 디자인으로 했다. 마루 깔개는 보통차에서 고무제를, 그린차에서 카펫을 채용했다. 또한 그린차의 실내 조명은 전구색 형광등을 채용하였으며 객실 내벽을 목조로 하는 것으로 253계 그린차 이상의 안정성과 안락감 제공을 도모했다.
객실내의 차내 정보 표시기는 17인치 액정 디스플레이(LCD) 2기를 1유닛으로 하고, 그린차에서는 4유닛, 보통차에서는 중간차에 6유닛과 선두차에 4유닛을 설치했다. 설치 장소에는 시인성이 뛰어난 장소를 고려하였다. 이 차내 정보 표시기는 열차의 행선지나 정차역 안내뿐만 아니라 나리타 공항 출발의 비행 정보나 수도권 각 노선의 운행 정보 등을 4개 국어(일본어·영어·한국어·중국어)로 안내하며 액정 디스플레이를 사용한 차내 안내 표시기는 JR 동일본의 특급 전동차로서는 첫 채용이 되었다.
이외에 지붕 위에 설치한 안테나로 수신한 중파 방송(AM 라디오) 및 초단파 방송(FM 라디오)의 전파를 차내에 복사하는 장치를 설치하고 있다.
또한 동시에 지붕 위로 WiMAX의 안테나를 설치하였으며, 차내의 WiMAX 송수신기를 통해 무선 LAN 액세스 포인트에 접속하여 차내에서 공중 무선 LAN 서비스(UQ Wi-Fi(UQ커뮤니케이션), BB모바일 포인트(소프트뱅크 텔레콤)의 2서비스에 대응)를 이용 가능하게 하고 있다. 2010년 2월부터는 이 WiMAX 설비를 앞에서 서술한 액정 안내 표시기로의 데이터 전송에도 이용(디지털사이네이지)하고 있다.

#### 좌석
좌석에 대해서는 검은 표지에 붉은 시트 커버(헤드레스트)를 한 외관에 대해서는 253계를 계승했지만, 보통차·그린차 모두 양측 2명분의 회전식 리클라이닝 시트로 구성하였다. 253계에서는 좌석을 캔틸레버식으로 한 회전 기구를 설치하지 않았기 때문에 좌석아래의 수납 공간을 확보하고 있었지만, 본 계열에서는 회전식의 좌석을 사용했기 때문에 좌석 아래에 난방 기기를 설치하지 않고 좌석아래의 수납 공간 높이를 250mm 확보했다. 대신 측벽 하부 박형의 난방 히터를 차내 전체 길이에 걸쳐 배치하고 있다. 또한 각 좌석 모두 가동식의 헤드레스트를 장비하였으며, 좌석 하부에는 노트북 컴퓨터나 휴대 전화의 충전 등을 고려한 전원 콘센트를 장착했다. 좌석 뒤편에는 접이식 테이블과 그물형 시트 백 포켓을 설치했다.
보통차는 좌석 간격(시트 피치)을 1,020mm로 설정하였으며 이것은 253계와 동일한 피치이다. 표지는 체크무늬의 직물로 했으며, 5호차에는 휠체어가 고정 가능한 1명분의 리클라이닝 시트를 6호차 측의 출입대 사이에 배치했다. 통상의 좌석은 창가로 회전하는 구조이지만, 이 좌석만 통로 측으로 회전하는 구조로 되어 있다.
그린차에서는 좌석 간격을 1,160mm로 설정하였으며, T자형으로 튀어나온 인상식 풋레스트를 설치하였으며, 좌석표지를 가죽제로 하여 차별화를 도모하고 있다. 가죽은 착석면과 배면 부분에 펀칭 가공을 하여 환기성의 향상을 도모하고 있다.

#### 수하물 보관소
객실 단부의 출입대 측에는 253계와 같이 대형의 수하물 보관소를 설치했다. 수하물 보관소와 객실 사이에는 구분되어 있지만, 문이 설치되지 않기 때문에 객실 내에서 수하물 보관소를 직접 보는 것이 가능하다. 수하물 보관소는 3단으로 되어 있으며, 하단에는 슈트 케이스를 세로 배치로, 중단에는 슈트 케이스를 측면 배치로 수납하는 것이 가능한 치수를 확보했다. 또한, 승객 자신이 조작하는 다이얼식 와이어 자물쇠를 1등차의 수하물 보관소에는 24개, 보통차에서는 수하물 보관소 1개소에 16개(1량으로 32개)를 설치하였으며, 수하물 보관소 천장에는 방범 감시 카메라를 설치하여 보안성 향상을 도모했다.

#### 출입대 등
각 차량의 출입대에는 17인치 액정 디스플레이를 1대씩 설치하였으며, 보통차의 출입대에는 접이식 좌석(점프 시트)을 2개씩 설치했다. 객실과의 구분문은 폭 1,100mm의 투명한 쌍미닫이 자동문을 채용했다.
승객용 출입문에는 개폐 시 도어 차임이 울리며, 상인방부에 적색의 개폐 표시등을 설치하고 있다.
화장실은 1호차에 서양식 화장실과 남성용 소변기와 세면대를, 6호차에는 전동 휠체어에도 대응할 수 있는 세면소 겸용의 서양식 화장실과 남성용 소변기를 1개씩 설치했다. 서양식 화장실에는 베이비 체어나 수납식 기저귀 교환대도 설치하고 있으며, 6호차의 변소에서는 스위치 식의 자동 개폐문을 채용했다. 서양식 화장실의 오물처리 방식은 청수 공기 압력식이다.
6호차에는 다목적실과 차내 판매 준비실을 설치했다. 다목적실은 휠체어를 탄 채로 입실이 가능하도록 출입구의 치수를 1,230mm로 넓게 했다. 또한, 실내의 리클라이닝 시트는 아래로 펼 경우 침대로서 사용하는 것도 가능하다.

#### 운전대
운전대의 경우 기기 배치는 E351계의 운전대와 같이 라운드장(운전대를 중심으로 한 원형 모양)에 조작계의 기기와 표시계의 기기를 구분한 배치를 채용하고 있다. 표시 기기에 대해서는 E233계와 같은 글래스 콕핏 방식을 채용하였으며, 아날로그식 계기류나 표시등은 거의 존재하지 않는다. 주간 제어기는 E233계와 같이 왼손 조작의 원핸들식(역행과 브레이크를 1개의 핸들로 조작하는 방식)을 채용했다.

## 주요 기기
E233계 이후 JR 동일본의 전동차에서는 전기 기기나 보안 장치 등을 이중화하여 신뢰성과 안정성을 확보할 방침이며 본 계열도 그 방침을 계승하고 있다.
구동·제동의 제어도 운전대에서 차량에 탑재되고 있는 열차 정보 관리 시스템 'TIMS'를 경유하여 인버터 제어장치 및 제동 제어장치에 전송되는 방식이다.
제어 방식은 히타치 제작소의 농형 삼상 유도 전동기 4대를 1군으로 하여 1대의 인버터 장치로 2군의 제어를 실시하는 VVVF 인버터 제어 방식(SC90A형)으로 했다. 주회로는 2레벨식으로, 인버터 장치의 주변환 소자는 IGBT이다. 주전동기는 E531계에 사용하고 있는 MT75형과 본체가 동일하며 주전동기 냉각용 덕트를 차체 측에 마련한 MT75B형(정격 출력 140kW)을 채용했다. 기어비는 17:96(5.65)으로 설정했다. 최고속도는 253계와 같은 130km/h이다.
제동 장치는 회생 브레이크를 병용한 전기 지령식 공기 브레이크를 상용 브레이크로 채용했다. 상용 브레이크에서는 편성 제동력을 관리하는 시스템에 의해 제륜자의 마모를 저감·균일화하는 제동력 제어를 실시하고 있다. 또한, 공전이나 활주가 발생했을 경우 활주한 차축의 제동력을 약하게 하여 재점착의 촉진을 도모했다. 이 외에 언덕 구간에서의 속도 초과를 방지하는 억속 브레이크, 강설 시 제륜자와 차륜 답면 사이 착설을 방지하기 위한 내설 브레이크, 보안용의 직통 예비 브레이크를 탑재했다.
대차는 동력 대차(전동기에 의해 구동되는 대차)가 DT77형, 구동축이 없는 부수 대차는 선두차 앞부분이 TR262형, 선두차 후부는 TR262A형을 채용하고 있다. 모두 E257계나 E233계에 사용되고 있는 대차를 기본으로 한, 사행동 첨부 축량식 볼스터리스 대차이다. TR262A형 대차에는 폭주 방지를 위한 주차 브레이크를 탑재했다.

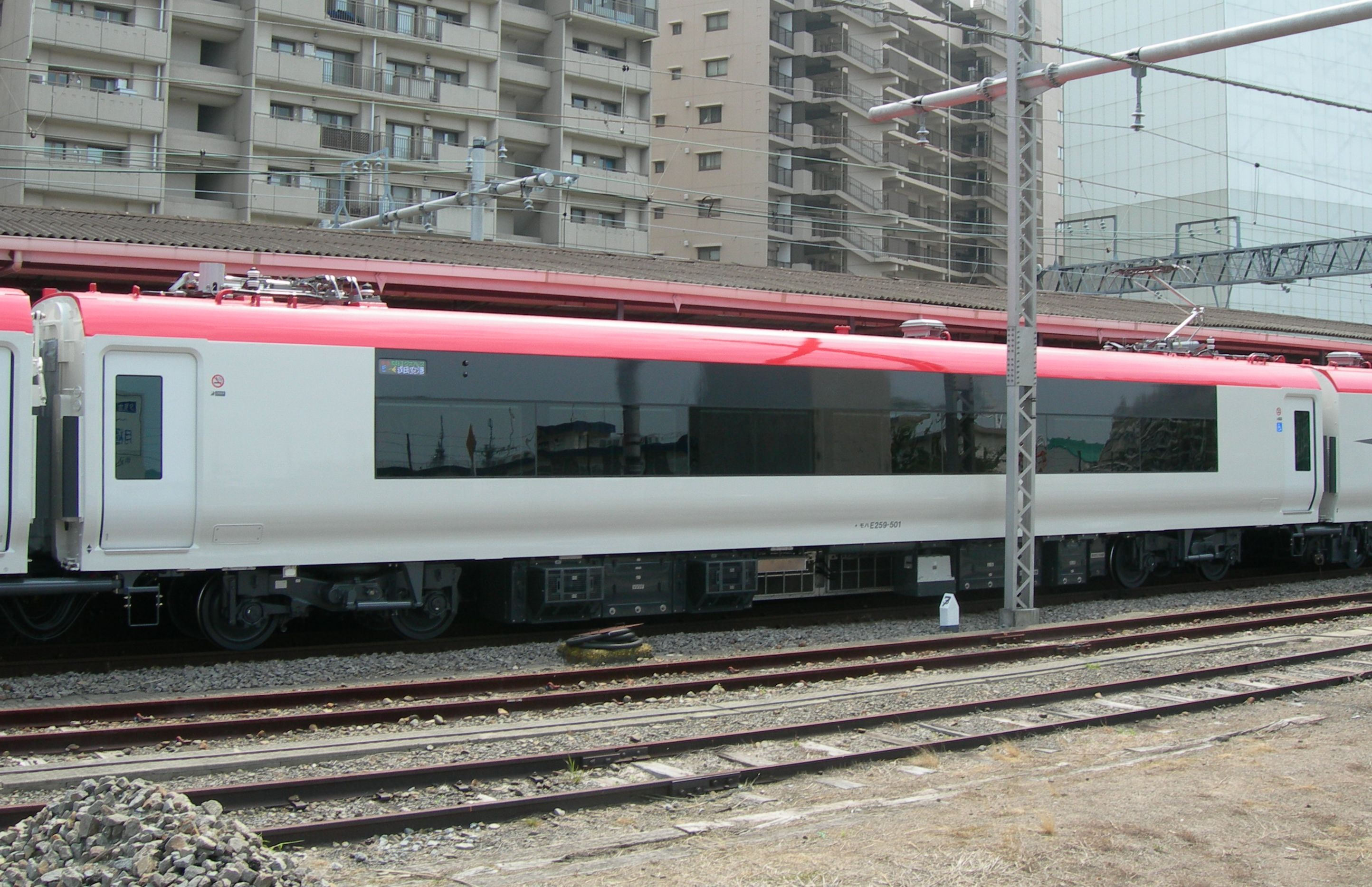
모하 E259형 500번대(5·11호차)에는 예비 팬터그래프를 탑재
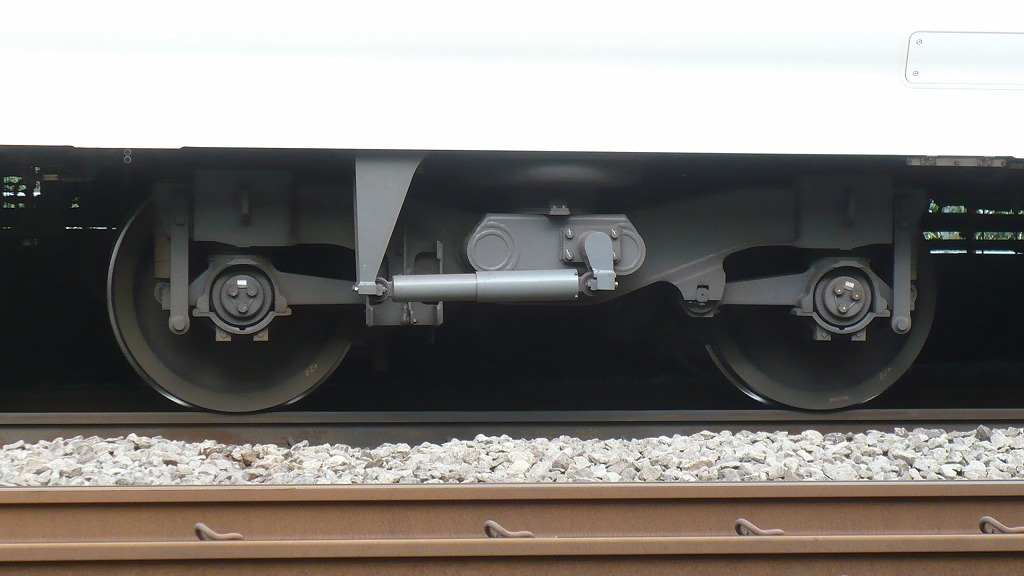
DT77형 동력대차
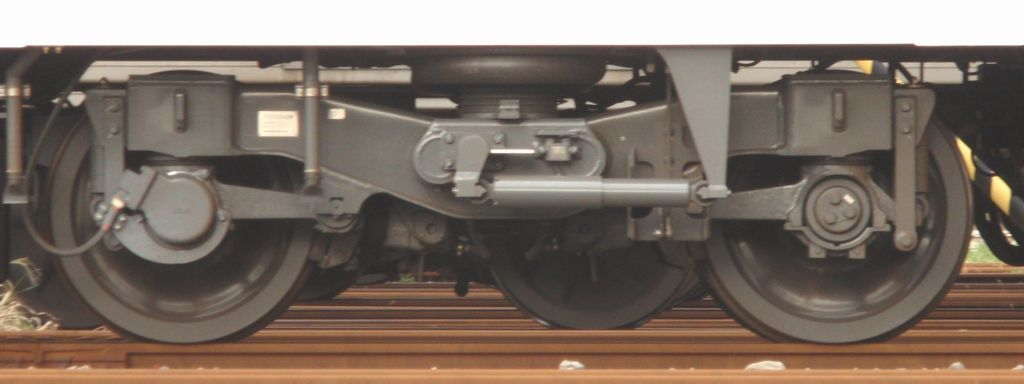
TR262A형 부수대차
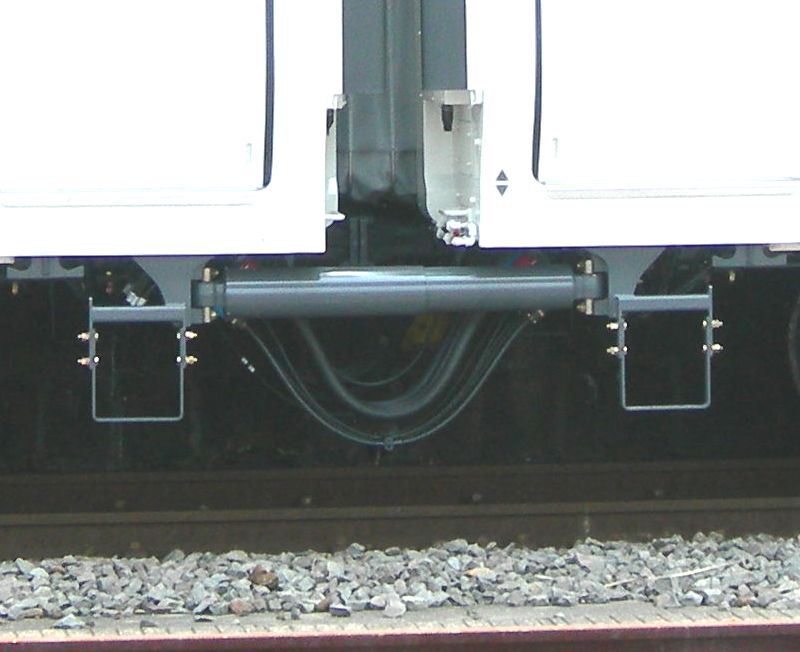
차체간 댐퍼
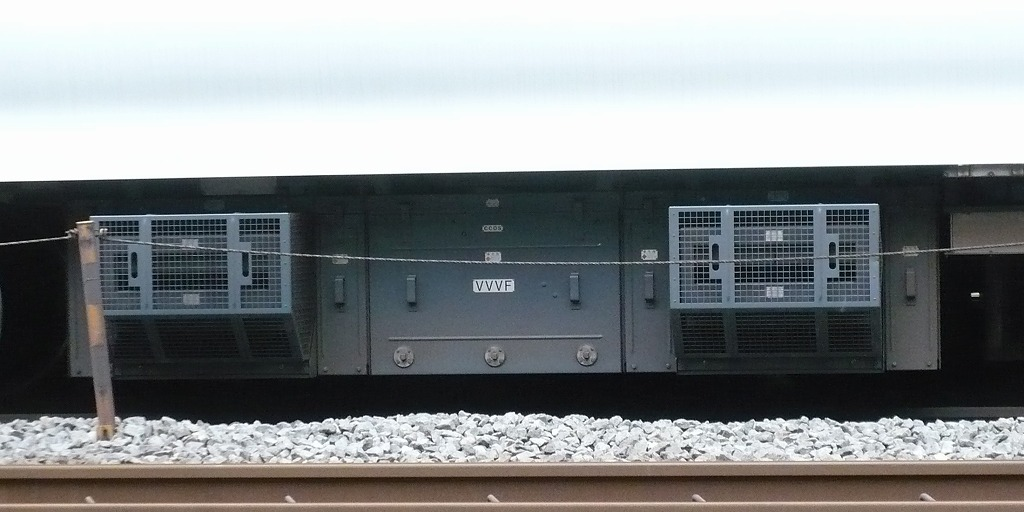
모하 E259형의 SC90A형 VVVF 인버터 장치
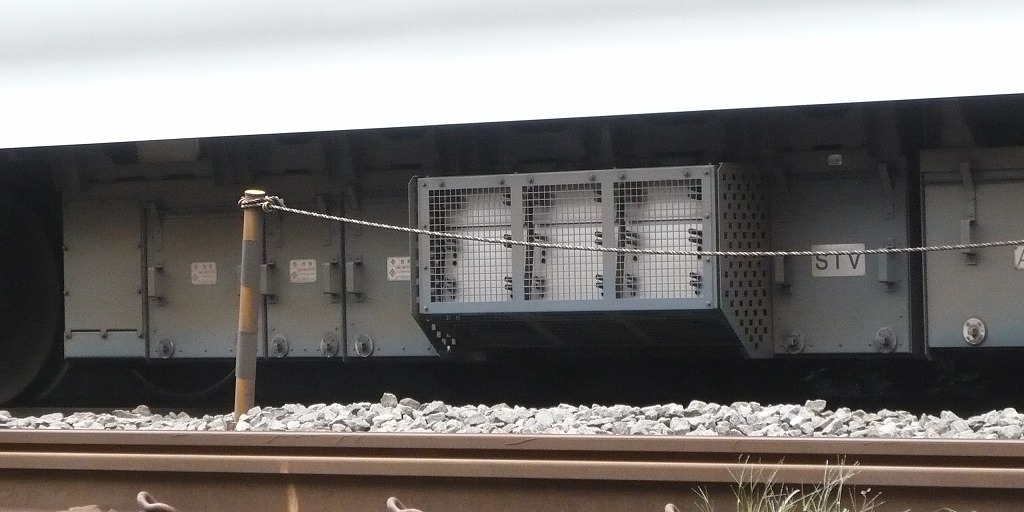
모하 E258형의 SC89A형 SIV 장치
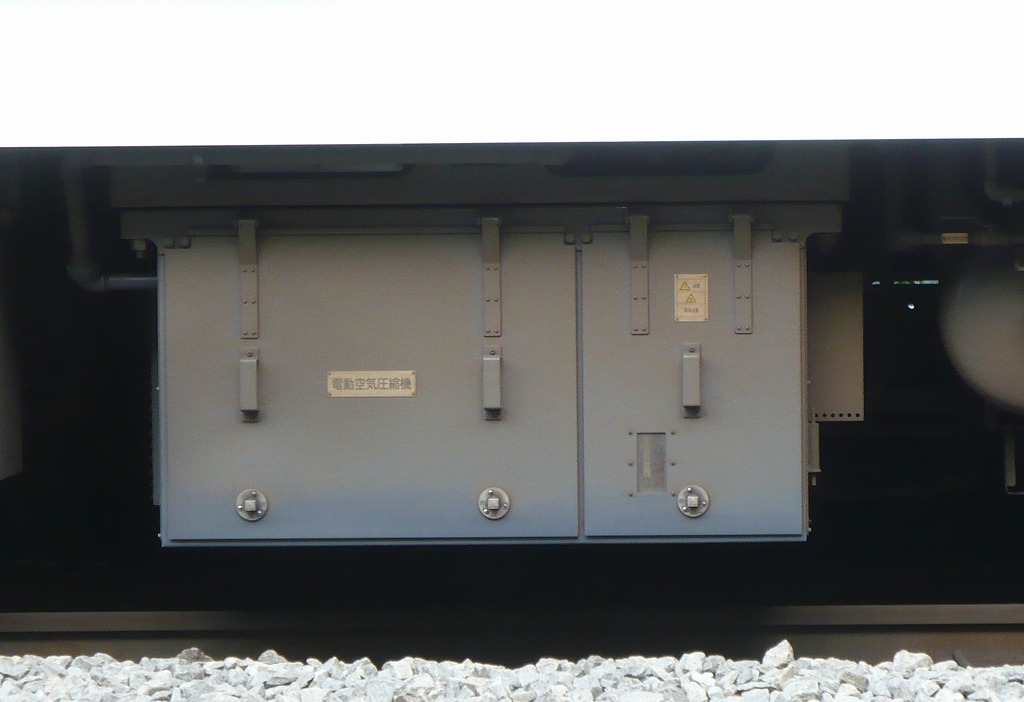
스크루식 공기압축기
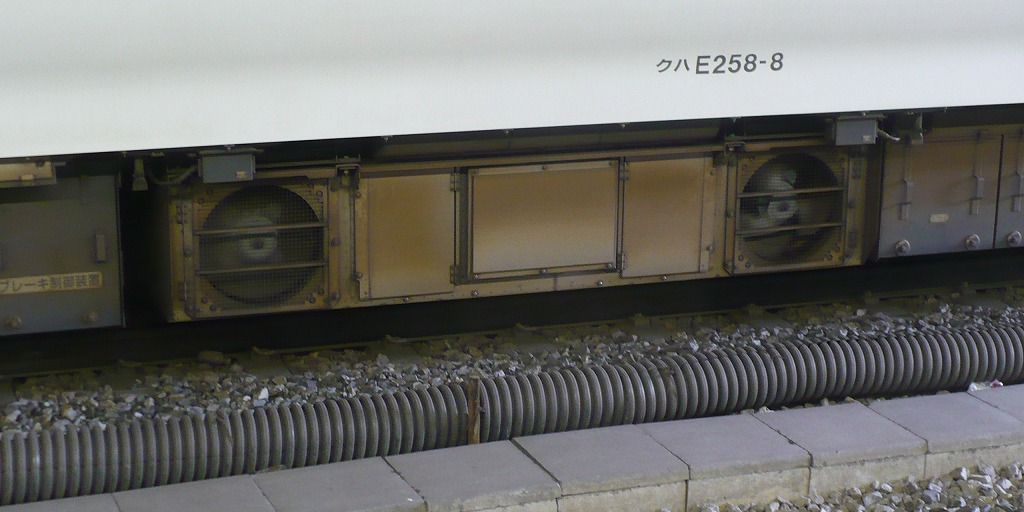
마루밑에 탑재한 AU302형 공조 장치

차단부에는 E257계와 같은 차단 댐퍼를 설치하였으며, 각 차량간에는 차체간 댐퍼(쇽 옵저버)를 설치했다. 또한, 선두차에서는 신칸센 E2계·E3계에 채용되고 있는 공기압식의 흔들림 방지 제어장치(풀 액티브 서스펜션)를 탑재하여 승차감의 향상을 도모했다.
집전장치(팬터그래프)는 E233계에 탑재된 PS33D형 싱글암식 팬터그래프를 3호차의 모하 E259형 0번대에 1대, 5호차의 모하 E259형 500번대에 2대 탑재했다. 5호차의 팬터그래프 가운데 4호차측의 1대는 예비이다. 팬터그래프의 접힌 높이는 지상에서 3,980mm로 주오 히가시 선 등 낮은 터널이 있는 구간을 통과하는 것도 가능하다.
보조 전원 장치는 삼상 교류 440V, 210kVA의 용량을 가지는 IGBT 소자를 사용하는 정지형 인버터(SIV) SC89A형을 모하 E258형에 탑재했다. 또한 짝수호차에는 스크루식 전동 공기압축기 MH3124-C1600SN3B형을 탑재했다.
공조 장치는 각 차량의 마루밑에 냉난방 겸용의 AU302형을 1기 탑재한다. 냉방시의 능력은 42kW(36,000kcal/h), 난방시의 능력은 20kW(17,200kcal/h)이다. 덧붙여 난방은 앞에서 제시한 측벽 하부 히터와의 병용이다.

## 운용
전 차량이 가마쿠라 차량센터에 배치되어 253계를 대신해 2009년 10월 1일부터 '나리타 익스프레스'의 일부 운용에 투입되었다. 2010년 6월까지 총 6량 22편성(132량)이 투입될 예정이지만, 이 차량 수는 1991년부터 '나리타 익스프레스'에 사용되고 있는 253계의 수량보다 21량 많다. 이것은 앞에 서술한 나리타 공항 발착 편수 확대에 대응한 것이라고 생각되고 있다.
2009년 10월의 운행 개시까지 10편성(중 1개는 예비)이 도입되어 2010년 6월 7일에는 긴키 차량에서 NE022편성이 갑종 수송된 것으로 소정의 6량 22편성 132량이 갖추어졌다.

## 같이 보기
- 게이세이 전철 AE형 전동차